# هارالد بيرجمان
هارالد بيرجمان (بالهولندية: Harald Bergmann)‏ هو سياسي هولندي، ولد في 23 سبتمبر 1965 في روتردام في هولندا. حزبياً، نشط في حزب الشعب من أجل الحرية والديمقراطية. وقد انتخب عمدة هولندي ‏.